# Янычары

Султан Мурад IV с янычарами

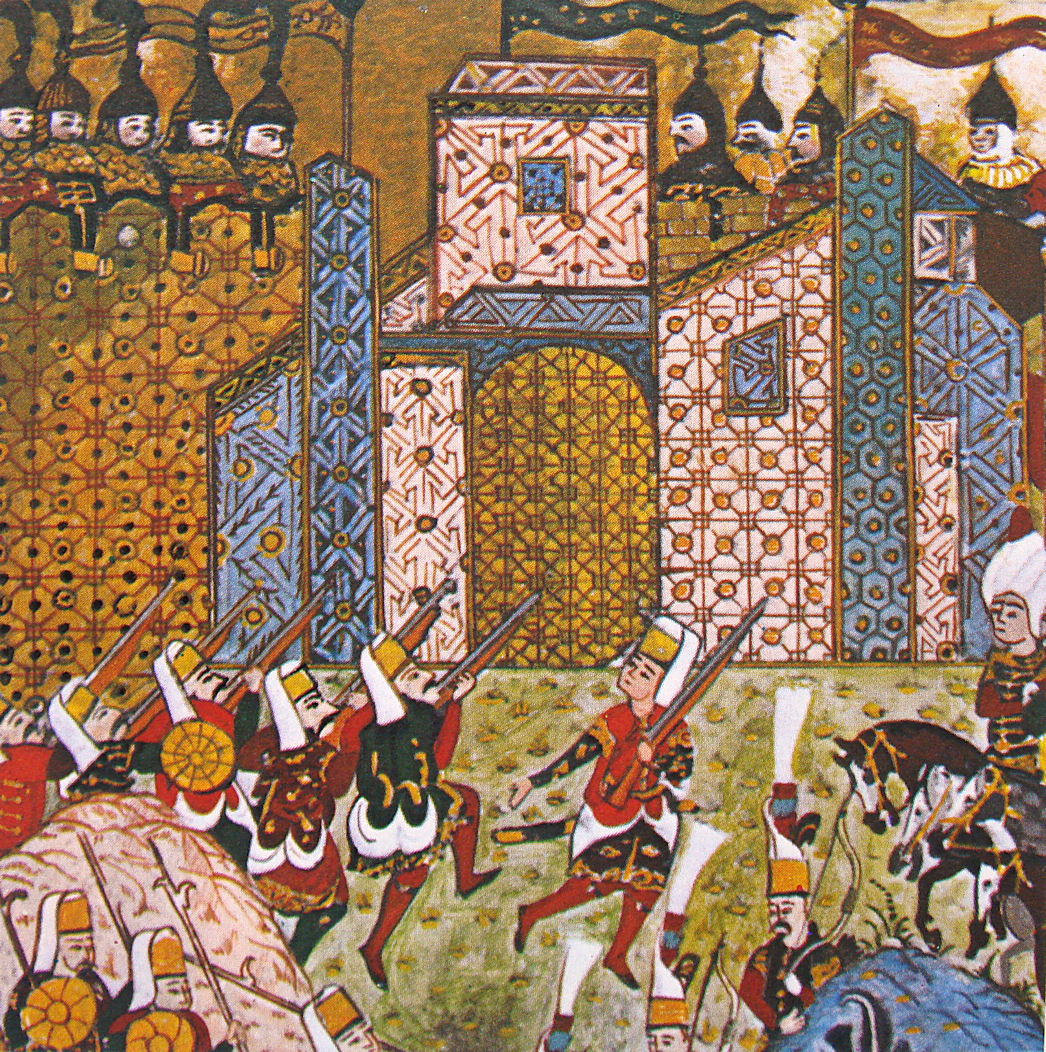
Янычары Османской империи во время осады Родосской цитадели

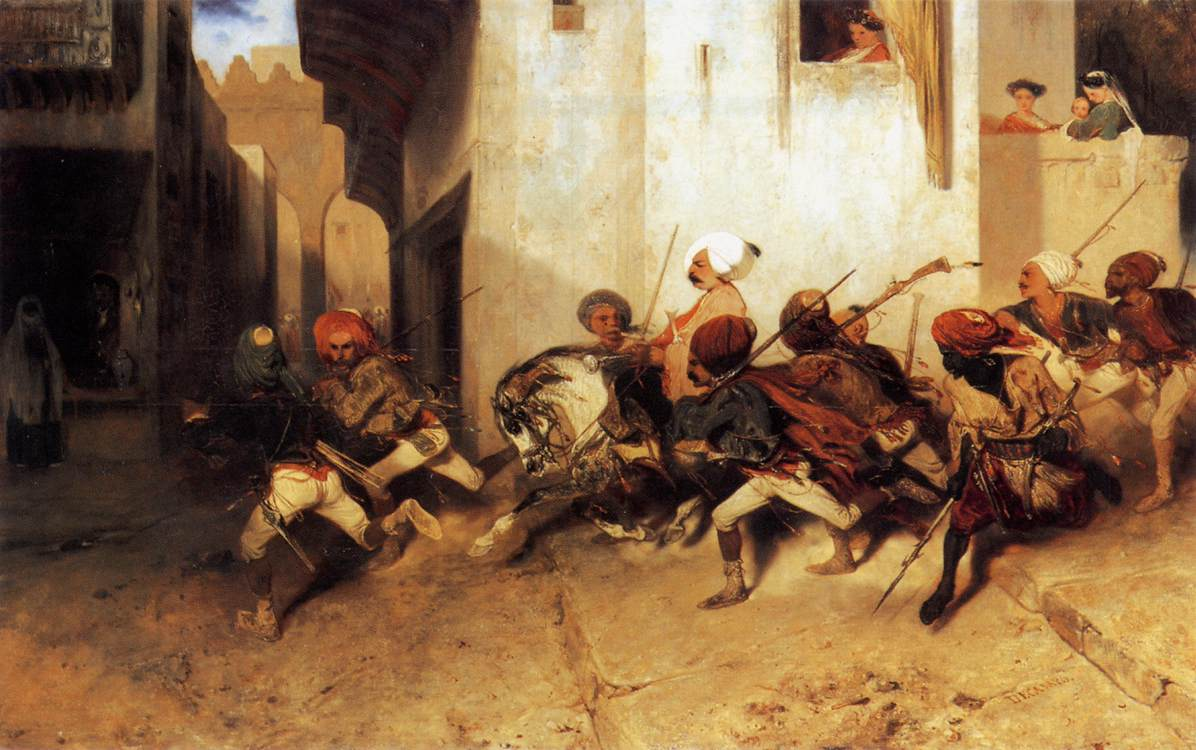
Янычары патрулируют Смирну

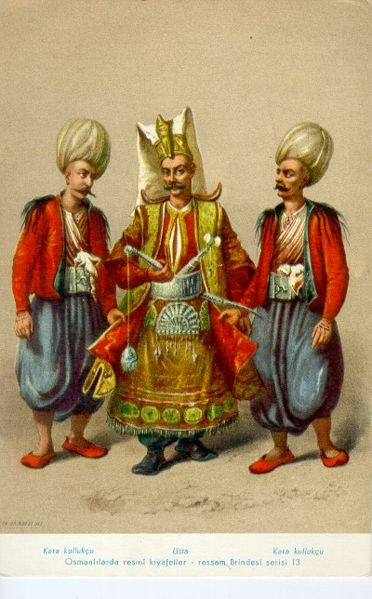
Янычарские офицеры

Яныча́ры (осман. يڭيچرى‎, тур. yeniçeri — «новое войско») — регулярная пехота вооружённых сил Османской империи в 1365—1826 годах.
Янычары вместе с сипахами (тяжёлой конницей) и акынджи (иррегулярной лёгкой конницей) составляли основу войска в Османской империи. Были частью полков капыкулу (личной гвардии султана, состоявшей из профессиональных воинов, формально считавшихся султанскими слугами). Янычарские полки выполняли в османском государстве также полицейские, охранные, пожарные и при необходимости, карательные функции.

## История
По мере экспансии Османской империи возникла необходимость в реорганизации её войска, создании дисциплинированных регулярных пехотных частей как главной ударной его силы. Янычарская пехота была создана турецким султаном Мурадом I в 1365 году. Комплектовалось новое войско из юношей-христиан 8—16 лет от роду. Таким образом, основную часть янычар составляли этнические албанцы, армяне, боснийцы, болгары, греки, грузины, сербы, впоследствии воспитуемые в строгих исламских традициях. Детей, набранных в Румелии (Балканы), отдавали на воспитание в турецкие семьи Анатолии и наоборот.
Набор детей в янычары (девширме — налог кровью) был одной из повинностей христианского населения империи. Османские власти, набирая войско из рабов, вместе с тем решали и внутриполитическую задачу, создав мощный противовес влиянию поместного войска (сипахи).
В янычары в начале существования корпуса набирали исключительно христианских детей по разнарядке; иудеи были освобождены от девширме. Позднее перешедшие в ислам босняки и албанцы-мусульмане тоже добились от султана права посылать детей в янычары: военная служба в рядах капыкулу позволяла многим добиться высокого положения в обществе. От девширме также освобождались жители Стамбула, владеющие турецким языком, физически или умственно неполноценные, а также женатые. Вероятно, последним обстоятельством отчасти объясняются ранние браки того времени.
Янычары официально считались рабами султана и постоянно жили в монастырях-казармах. Жениться и обзаводиться собственным хозяйством им до 1566 года было запрещено. Имущество умершего или погибшего янычара становилось имуществом полка. Помимо военного искусства, янычары изучали каллиграфию, право, теологию, литературу и языки. Раненые или старые янычары получали пенсию. Многие из них делали успешную гражданскую карьеру. В 1683 году в янычары начали брать и детей мусульман.
Янычары делились на несколько категорий: строевые (эшкинджи), ветераны (коруджи), отставники (мютекаиды, или отураки) и сверхштатные (тасслакджи), ожидавшие возможности занять вакантное место. Последние две категории не несли службы и не получали жалования, но пользовались правами и привилегиями янычар. Множество турок всех сословий (горожан, цирюльников, ремесленников, мелких торговцев и т. д.) формально записывались в сверхштатные тасслакджи или сразу получали статус отставных отураки. В результате к середине XVIII века чуть ли не половина мусульманского населения Османской империи была записана в янычары.
С конца XVI — начала XVII веков постепенно пошёл процесс разложения корпуса янычар. Они стали обзаводиться семьями, заниматься торговлей и ремеслом, не платя при этом налогов и будучи подсудны лишь своим командирам. Постепенно янычары превратились в мощную консервативную политическую силу, грозу престола и вечных и непременных участников дворцовых переворотов (янычарские бунты привели к свержению и гибели султанов, например, в 1622, 1623 и 1807 годах). Не имевший иной военной опоры султан был вынужден всячески их задобрить: при вступлении на престол платил им традиционное вознаграждение — «джулус бахшиши» («подарок восшествия»), чей размер увеличивался в случае участия янычар в перевороте; для янычар устраивались развлечения и театральные зрелища.
В провинциях янычары нередко подчиняли себе пашей, держали в своих руках все управление, самовольно взимали налоги и различные поборы с ремесленников и торговцев. В списках янычар числилось множество людей, не занимавшихся военным делом. Жалованье янычарам выдавалось по предъявлении особых билетов (эсаме). Эти билеты стали предметом купли и продажи, большое количество их находилось в руках ростовщиков и придворных фаворитов.

### Расформирование
Наконец, в 1826 году корпус янычаров был официально упразднён указом султана Махмуда II, а бунт возмущённых указом янычар был жёстко подавлен. В ходе операции 14 июня 1826 года по столичным янычарским казармам было выпущено 15 артиллерийских залпов.

## Комплектование и обучение
После проведения девширме годные для службы мальчики направлялись в Константинополь (в н. в. Стамбул). Здесь наиболее способных из них отправляли в Эндерун, где готовили для придворной службы. Остальных отправляли в янычарские корпусы. Их обучали военному делу, а также воспитывали в них послушание и покорность. Сначала мальчиков отдавали на воспитание в турецкие семьи, где они обучались турецкому языку, исламу и основам военного дела. Затем юношей направляли в учебные корпусы, где они не менее 6 лет проходили обучение под надзором евнухов. Их обучали владению многими видами оружия. Система набора со временем изменилась: так, в 1568 году в корпус было разрешено поступать сыновьям некоторых отставных янычар. А в 1594 году корпус открылся для добровольцев-мусульман.

## Функции
- завоевательные походы;
- гарнизонная служба;
- охрана султана;
- городская полиция.

## Структура

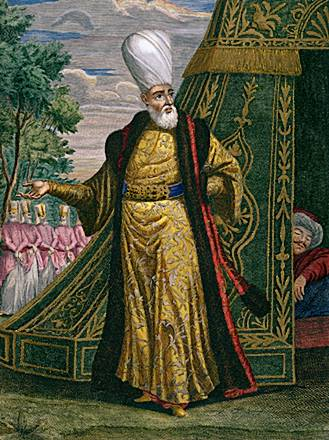
Ага янычар

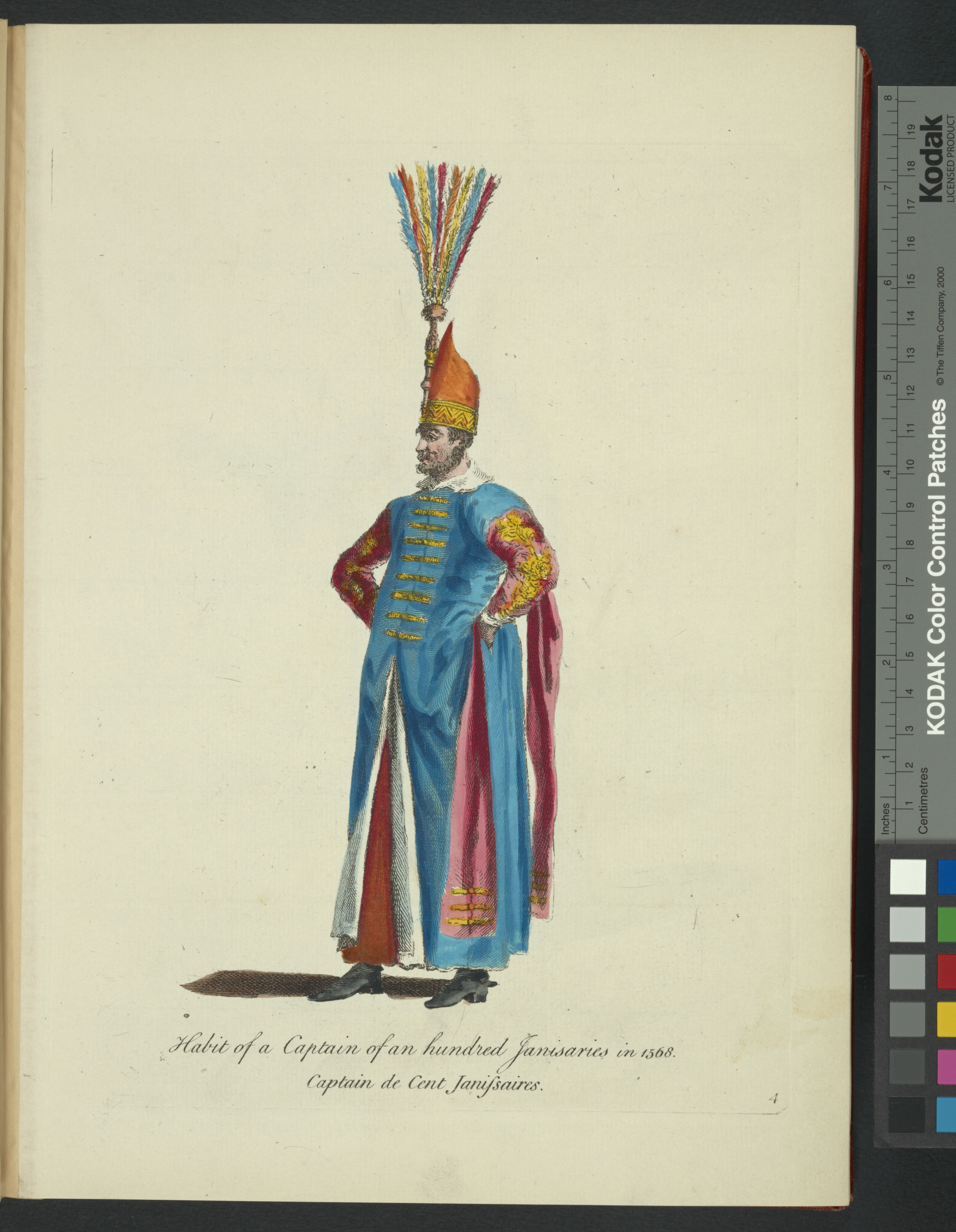
Ротный командир (сотник) янычар, в 1568 году.

Основной боевой единицей корпуса янычар (оджак, «ocak») был полк численностью около 1000 военнослужащих. В период расцвета число полков (орта, «orta») доходило до 196. Полки различались по происхождению и выполняемым функциям. Верховным главнокомандующим считался султан, но тактическое руководство осуществлял ага. Его помощниками были высшие офицеры корпуса — секбанбаши и кул кяхьясы. Янычары были тесно связаны с дервишским орденом бекташей, адепты которого играли роль своего рода полковых священников. Орден также оказал значительное влияние на формирование иерархии янычарского корпуса. В целом исследователи отмечают определённое сходство между янычарами и европейскими духовно-рыцарскими орденами.
Учебными подразделениями корпуса, а также янычарским гарнизоном Стамбула командовал Истанбул агасы. Главным священнослужителем был оджак имамы. Главным казначеем был бейтюльмалджи. За подготовку янычар отвечал талимханеджибаши. Старшими офицерами, отвечавшими за набор мальчиков в корпус на определённой территории империи и их подготовку, были Румели агасы (он отвечал за проведение девширме в Европе), Анадолу агасы (Азия), Гелиболу агасы (Галлиполи). Позже появилась должность кулоглу башчавушу, отвечавшего за обучение и подготовку принятых в корпус янычарских сыновей.
Оджак состоял из трёх частей:
- Джемаат (обычные воины) — 101 орта (в первую орта солдатом был записан султан)
- Бёлюк (личная гвардия султана) — 61 орта
- Секбан — 34 орта

В рамках полка-орта существовали следующие чины: сакабаши («начальник водного снабжения»), баш каракуллукчу (букв. — «старший помощник повара»; младший офицер), ашчи уста («старший повар»), имам, байрактар (знаменосец), векильхарч (квартирмейстер), одабаши («начальник казармы») и, наконец, чорбаджи (букв. — «суповар»; соотв. полковнику). Простые солдаты также имели свои собственные чины в зависимости от воинских заслуг и срока службы. Самый высокий чин отурака освобождал от участия в кампаниях и давал право заниматься торговлей.
Янычарские орта не имели какой-либо чёткой внутренней структуры, в них на несколько сот человек (800—1000 по штату, а реально часто всего 200—300) приходилось всего 5 офицеров: яя-баши, или чорваджи-баши — командир орта, ода-баши — помощник командира, векил-хардж, или килер-хардж — интендант, байракдар — прапорщик или знаменосец; баш-эски — начальник ветеранов и заместитель знаменосца. Только в некоторых орта было ещё по одному унтер-офицеру (зембилджи).

## Форма одежды и вооружение

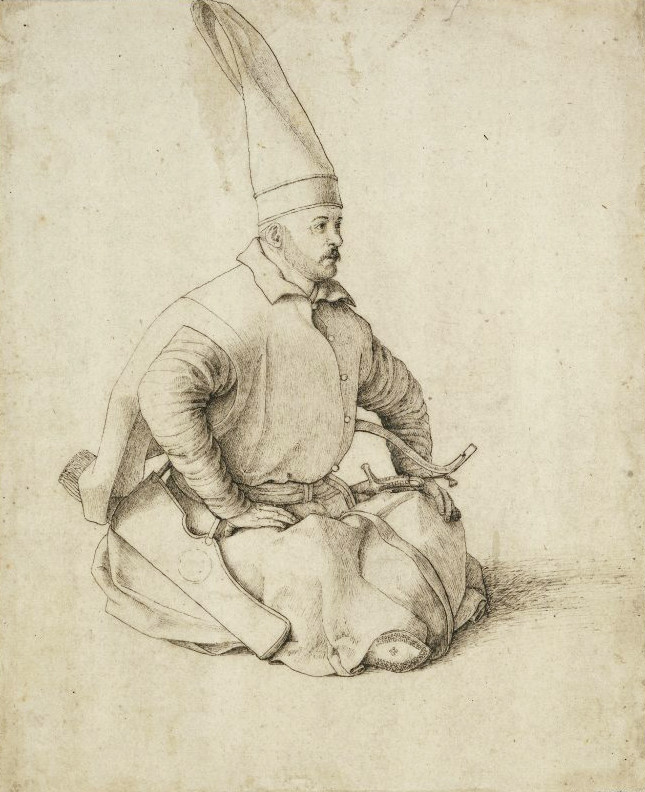
Янычарский офицер. Рисунок Джентиле Беллини (конец XV века)

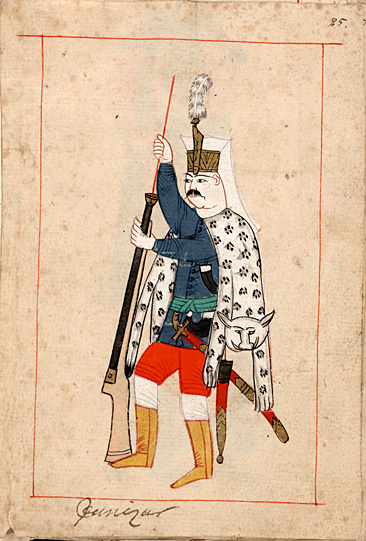
Янычар с мушкетом. Миниатюра из «Книги костюмов» Клеса Роламба (1657). Национальная библиотека Швеции

Отличительной особенностью янычар были усы и бритая борода, что было нехарактерно для традиционного мусульманского населения. От остальных военнослужащих их отличал белый войлочный колпак (бёрк, или юскюф) с висящим сзади куском материи, напоминающим по форме рукав султанского халата или парадную шапку запорожского казака. Одежда янычар была сшита из шерсти. Форма одежды старших офицеров была оторочена мехом. Статус владельца подчёркивали ремни и кушаки.
Изначально янычары были искусными лучниками, а затем вооружились огнестрельным оружием. Сначала некоторые янычары носили полный доспех, однако со временем отказались от него. Доспех продолжали носить лишь воины из серденгетчи. На первых порах самым распространённым оружием янычар были луки и короткие копья. Позже, с переходом на огнестрельное оружие, лук не утратил популярности и остался престижным церемониальным оружием. Популярностью среди янычар пользовались и арбалеты. Янычары также были вооружены мечами (которые в начале существования корпуса были редкостью), саблями, кинжалами, ятаганами. Популярностью пользовались различные булавы, боевые топоры и разные виды древкового оружия (глефы, бердыши, алебарды, гвизармы), а также пистолеты (с XVII века). Роль своеобразного полкового знамени выполнял большой котел для варки пищи (казан, казан-и шериф). В атаке казан несли в рядах наступающих.
К XVIII веку янычары были вооружены ружьями с кремнёвым замком, но без штыков, и ятаганами. Однако несколько орта продолжали иметь на вооружении луки и арбалеты.

## Тактика

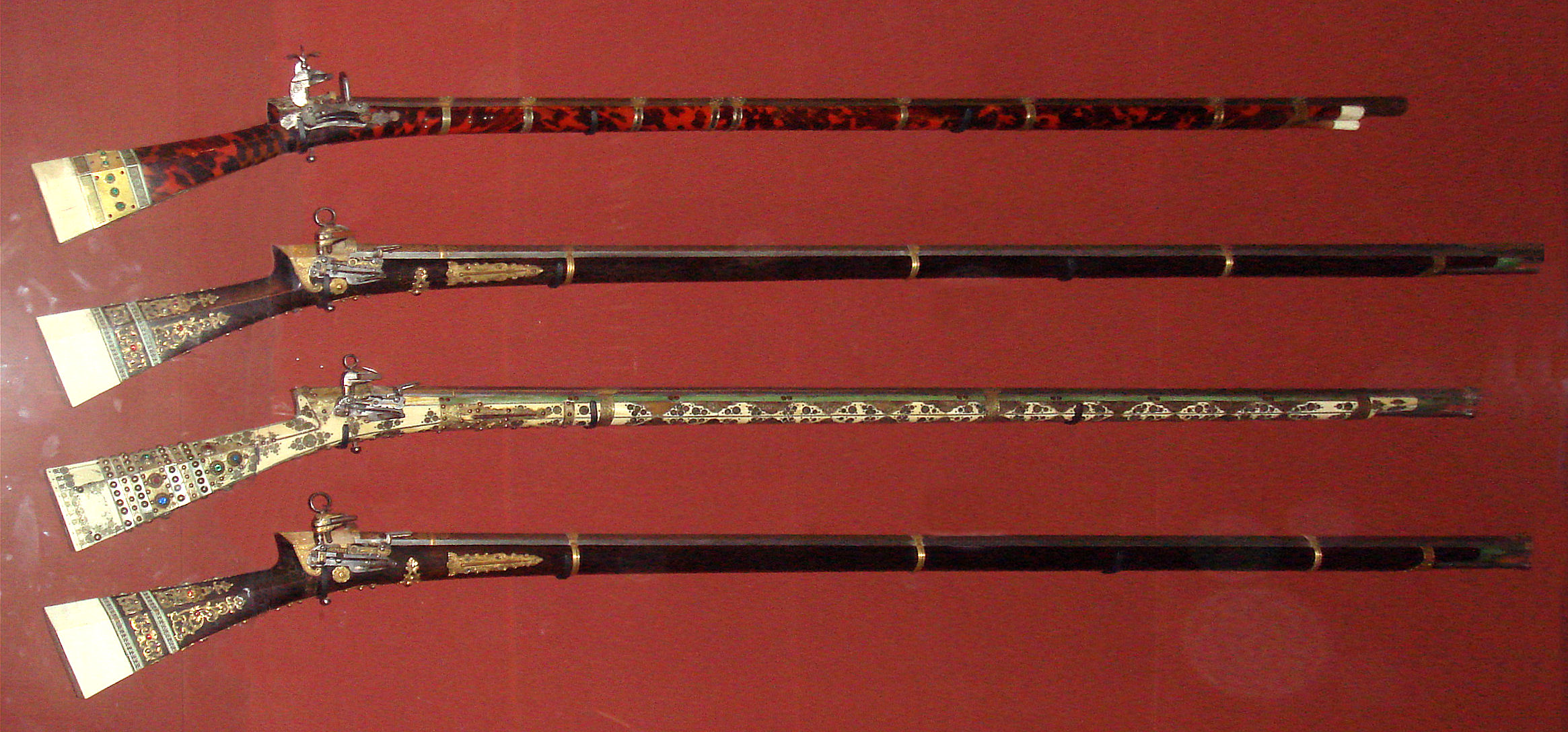
Оружие янычара с 1826 года (после разгона янычарского корпуса)

Во время сражения ведущая роль в наступлении отводилась коннице. В её задачу входил прорыв вражеской линии. При этих обстоятельствах янычары, выстрелив из ружей, строились клином и шли в атаку, используя мечи и иное оружие. На первых порах существования корпуса противник, особенно если он не располагал многочисленной дисциплинированной пехотой, как правило, не выдерживал подобной атаки. Янычары не стреляли залпами, отдавая предпочтение прицельной стрельбе. Среди янычар были особые ударные подразделения, называвшиеся серденгетчи (букв. — «рискующие головой») численностью около 100 добровольцев. Во время осады Вены Сулейманом Великолепным осаждённые отмечали, что эти отряды были разбиты на более мелкие подразделения численностью по 5 янычар. В состав такого отряда входили меченосец, воин с гранатами, лучник и два воина с ружьями. Во время боя янычары часто использовали табор (заграждение из больших повозок). Во время осады Вены султаном Сулейманом великолепно проявили себя янычарские инженеры.
Обучение янычар сводилось лишь к обучению владением оружием, а строевые и тактические занятия не проводились. Организованные передвижения и ведения боя в линейных порядках вообще не были характерны для османской армии. В бою янычары обычно занимали оборонительные позиции за какими-либо укреплениями (ров, вагенбург и тому подобное) и вели огонь, при этом глубина их строя составляла 9 — 12 шеренг. В атаке янычары двигались глубокой колонной, близкой по форме к вытянутой трапеции, но порядок и равнение внутри строя строго не соблюдались.

Янычары… продолжали наступать, не ожидая приказов. Испуская дикие вопли, взывая по своему обычаю к богу многократными криками «алла», «алла», они бросились на неприятеля с саблями в руках и, конечно, прорвали бы фронт в этой первой мощной атаке, если бы не рогатки, которые неприятель бросил перед ними. В то же время сильный огонь почти в упор не только охладил пыл янычар, но и привёл их в замешательство и принудил к поспешному отступлению.— Понятовский, польский офицер, военный советник у османов.

## Христианские янычары
В армии Речи Посполитой по турецкому образцу из добровольцев были сформированы свои собственные янычарские части. Король Польши Август II создал свою личную янычарскую гвардию. Вооружение и форма христианских янычар полностью копировали турецкие образцы, отличаясь лишь цветом; в частности, войсковые барабаны были турецкого образца.